# Vladimir Kärk
Vladimir Kärk (ur. 19 marca 1915 w Tallinnie, zm. 23 lipca 1998 w Royal Oak) – estoński siatkarz i koszykarz.

## Edukacja
W 1934 ukończył Tallinna reaalgümn-i. W latach 1935–1937 studiował na Wydziale Matematyki i Nauk Przyrodniczych Uniwersytetu w Tartu, a w 1944 ukończył studia na Uniwersytecie Technicznym w Tallinnie na kierunku inżynieria mechaniczna.

## Kariera sportowa

### Kariera koszykarska
Jako koszykarz grał w klubach Tallinna NMKÜ (1931–1934), Tartu NMKÜ (1934–1937) i Tallinna Kalev (1937–1940). Rozegrał 11 spotkań w reprezentacji Estonii. W jej barwach wystartował na igrzyskach olimpijskich w 1936 i mistrzostwach Europy w 1937. Na igrzyskach Estonia zajęła 9. miejsce, a Kärk zagrał w jednym meczu – wygranym 34:29 spotkaniu pierwszej rundy z Francją. Na mistrzostwach kontynentu estońska kadra była 5.

### Kariera siatkarska
W latach 1933 i 1935–1939 zostawał mistrzem Estonii w barwach Tallinna Kalev. W 1941 jako zawodnik Tallinna Dünamo zdobył wicemistrzostwo kraju.

## Losy po zakończeniu kariery
W 1944 wyemigrował do Niemiec, w 1949 przeprowadził się do Kanady, a w 1959 osiadł w USA. Za granicą pracował w przemyśle maszynowym jako inżynier i konstruktor.